# にっぽんの歌 (NET)
『にっぽんの歌』（にっぽんのうた）は、1971年10月4日から1975年3月24日、および1975年9月1日から1977年9月26日までNETテレビ → テレビ朝日系列局で放送されていたNETテレビ → テレビ朝日製作の歌謡番組である。その後も1977年10月3日から1978年3月27日まで『新にっぽんの歌・花のスタジオセブン』（しんにっぽんのうた・はなのスタジオセブン）と題して放送されていた。1979年1月3日には再び『にっぽんの歌』と題し、『水曜スペシャル』枠で単発放送された。
テレビ東京の歌謡特番『にっぽんの歌』とはタイトルが同じであるが、同特番との関連性は不明。

## 放送時間
いずれも日本標準時。

### 第1期
- 月曜 21:00 - 21:56 （1971年10月4日 - 1972年9月25日）
- 月曜 21:00 - 21:55 （1972年10月2日 - 1975年3月24日）

### 大晦日特番
- 火曜 19:00 - 20:55 （1974年12月31日） - 『さよなら'74にっぽんの歌大全集・美空ひばりオン・ステージ』と題した特番。新宿コマ劇場より生中継。

### 第2期
- 月曜 21:00 - 21:55 （1975年9月1日 - 1975年9月29日）
- 月曜 21:00 - 21:54 （1975年10月6日 - 1977年9月26日）

### 花のスタジオセブン
- 月曜 21:00 - 21:54 （1977年10月3日 - 1978年3月27日）

### 正月特番
- 水曜 19:00 - 20:51 （1979年1月3日） - 『水曜スペシャル』枠で放送。他の単発番組放送時よりも27分拡大しての放送となった。

## 司会者

### 第1期
- 加東大介、山東昭子（1971年10月4日 - 1972年3月27日）[1]
- 加東大介、松任谷国子（1972年4月3日 - 1972年6月26日）
- 高島忠夫、松尾ジーナ（1972年7月3日 - 1972年12月）
- 高島忠夫、磯野洋子（1973年1月 - 1973年3月）
- 山口淑子、藤原弘達（1973年4月 - 1974年4月1日） - 山口がスケジュールの都合で収録に参加できなかった8月6日放送分には森光子が、翌8月13日放送分には高島忠夫が代理で司会を務めた。
- 加東大介、池坊保子、ディック・ミネ（1974年4月8日 - 1974年6月10日）
- 加東大介、河内桃子、ディック・ミネ（1974年6月17日 - 1975年3月） - 7月1日・8日・15日放送分は、河内桃子の代わりに松島トモ子が司会を務めている。12月31日の特番では、加東・河内・ミネの司会のほか、芥川隆行がナレーターを務めた。なお加東は3月3日の放送分は、肝炎での入院のため出演していない。同月10日・17日のロサンゼルス公演に出演したかどうかは不明。

### 第2期
- 神山繁、三ツ矢歌子（1975年9月1日 - 1976年3月29日）
- 遠藤実（1975年9月1日 - 1976年1月19日）
- 奈良岡朋子（語り）（1975年9月1日 - 1977年3月28日?）
- 曽我廼家明蝶、三ツ矢歌子（1976年4月5日 - 1976年9月27日）
- 有島一郎、河内桃子（1976年10月4日 - 1977年3月28日）
- 森光子（1977年4月4日 - 1977年9月26日）
- 松山英太郎（1977年6月27日 - 1977年7月4日）

### 花のスタジオセブン
- 小野寺昭、今陽子、宍戸錠（1977年10月3日 - 1978年3月27日）

### 正月特番
- 高峰三枝子（1979年1月3日）

## スタッフ

### にっぽんの歌
- 構成：松本重美、林晴生
- 音楽：氏平光昭、青山一郎
- 演奏：松本文男とミュージック・メーカーズ、エマノンストリングス
- コーラス：日本合唱協会
- プロデューサー：土屋順二
- 演出：太田正彦

### 花のスタジオセブン
- 構成：杉紀彦
- 音楽：氏平光昭、曽根公明
- テーマ作曲：服部克久
- 演奏：松本文男とミュージック・メーカーズ、PUZZLE 女性弦楽アンサンブル
- コーラス：ザ・チャープス
- 演出：磯村健二
- プロデューサー：中島睦夫

## ネット局に関する備考
- 近畿広域圏では、第1期は当時NETテレビ系列に属していた毎日放送[3]ではなく、独立UHF放送局の近畿放送（現：KBS京都）、サンテレビ、テレビ和歌山の3局が同時ネットで放送されていた。なお、第2期及び『花のスタジオセブン』は本来の系列局である朝日放送が同時ネットで放送されていた。
- 当時変則クロスネットが行われていた中京広域圏では、1973年3月までは中京テレビで、同年4月の変則クロスネット解消以後は名古屋テレビで、いずれも同時ネットで放送されていた。
- 北海道では、1971年当初からNETテレビ系列の北海道テレビ放送で放送[4]。